# Javier Salinas
Javier Salinas (* 1972 in Bilbao) ist ein spanischer Schriftsteller. 

## Leben
Er studierte Jura und spanische Philologie in Madrid. Lange Zeit lebte er in Köln, Madrid und Rom, bevor er nach Barcelona zog, wo er mit seiner Frau, der deutschen Autorin Angelica Ammar und dem gemeinsamen Sohn lebt. 2014/2015 war er Stipendiat des Internationalen Künstlerhauses Villa Concordia.
Seine Arbeitsgebiete sind Lyrik und Prosa (Erzählungen und Romane). Er arbeitet auch als Übersetzer sowie literarischer Berater und lehrte als Dozent an verschiedenen Universitäten. Er veröffentlicht Yoga-Videos und Essays zum Thema Meditation.

## Werke
- Bajo un dictado de árboles, 1999
- Cantos a Laila, 2000
- Las maravillas de mi vida, 2000
- El libro de E, 2003
- Los hijos de los masai, 2004

## Übersetzungen
Deutsch
- Die Kinder der Massai. Roman. Aus dem Spanischen von Stephanie von Harrach. Ammann Verlag, 2004, ISBN 3-250-60067-9.
- E, 2006

Französisch
- Si j'étais un enfant Massaï, 2005

Niederländisch
- Kinderen van de Masai, 2005

Schwedisch
- Volleyboll för massajer, 2005

## Auszeichnungen
- 2004: Rolf-Dieter-Brinkmann-Stipendium der Stadt Köln
- 2014/15: Aufenthaltsstipendium des Internationalen Künstlerhauses Villa Concordia in Bamberg